# Wei Wei
Dans ce nom chinois, le nom de famille, Wei, précède le nom personnel.
Pour les articles homonymes, voir Wei Wei (homonymie) et Wei.
Wei Wei (韦唯 en mandarin), née le 28 septembre 1963 à Hohhot en Chine, est une chanteuse de pop chinoise.
Wei Wei est ambassadrice des Jeux olympiques depuis 1993. Elle soutient les Jeux olympiques de Pékin en 2008 en se produisant aux événements olympiques majeurs en Chine et à l'étranger.

## Biographie

### Jeunesse
Wei Wei naît à Hohhot, en Mongolie-Intérieure. À l'école maternelle, elle pratique différents instruments, le ballet et le chant, et est entraînée dès l'âge de quatre ans à se produire devant un large public. À sept ans, la famille de Wei Wei déménage à Liuzhou, dans la province de Guangxi. À l'âge de quatorze ans, elle déménage d'elle-même à Pékin et commence à travailler pour l'un des plus grands groupes artistiques de Chine, le groupe culturel de chant et de danse de Pékin. En tant que jeune membre, elle participe à toutes sortes de performances ainsi qu'aux activités liées : danse, chant, pratique d'instruments, chorégraphie, décoration de scène, éclairage, etc. La troupe parcourt le pays, effectuant souvent plusieurs spectacles par jour.

### 1986-1987
En 1986, Wei Wei gagne le concours des jeunes chanteurs de Chine à la télévision. En 1987, elle est la première représentante chinoise à un festival de musique pop au 24e festival de musique internationale de Sopot en Pologne, où elle remporte la compétition.

### 1988–1992
En 1988, elle interprète la chanson de la soirée du jour de l'an chinois sur la chaîne CCTV. La même année, elle reçoit un prix spécial au Festival de Musique Internationale de Mysamy pour le tube Enamored Pursue et gagne la médaille d'or du Festival International de Chanson de Pékin avec Same Song.
En 1989, sa chanson Dedication of Love devient un succès national alors qu'elle devient le symbole des activités caritatives. La même année sort sa chanson Today is Your Birthday qui est depuis utilisée comme thème de la fête nationale chinoise.
En 1991, elle crée un spectacle de récolte de fonds pour sauver les victimes d'inondations dans l'est de la Chine.

### 1993-1996: reconnaissance internationale
En 1993, elle est la chanteuse principale, avec Julio Iglesias, des cérémonies d'ouverture et de fermeture des Jeux d'Est-Asie.
En 1996, elle représente l'Asie et chante devant 60 000 personnes au centenaire des Jeux olympiques à Atlanta.

### 1997-2002: l'icône nationale
En 1997, elle est la chanteuse principale au spectacle organisé pour le retour de Hong Kong en Chine sur la place Tiananmen. Sa chanson Broad Highway devient un tube national.
Elle rejoint le comité olympique chinois en 2000 et représente la Chine dans la candidature pour les Jeux olympiques d'été de 2008.
En 2001, elle devient ambassadrice aux concerts caritatifs pour les victimes au Sri Lanka.

### 2003-2005: la nouvelle Wei
En 2005, elle est diffusée sur des centaines de millions de télévisions dans le monde entier lors de la principale fête du jour de l'an chinois. Elle est aussi la chanteuse principale de plusieurs spectacles liés aux Jeux olympiques.

### Depuis 2006
En 2006, elle fête ses 20 ans de carrière en ré-enregistrant ses 20 plus grands titres. Elle lance aussi son nouveau site web officiel. Elle lance une tournée mondiale pour le jour de l'an chinois : Los Angeles, Vienne, Toronto, Barcelone.
En 2008, Wei Wei est vue par plus d'un milliard de téléspectateurs lors du spectacle Chinese New Year All Star Show 2008, filmé à Vancouver au Canada le 18 janvier 2008.
Au total, Wei Wei a enregistré plus de mille chansons, donné plusieurs milliers de concerts et a vendu plus de 200 millions d'albums.